# Инженерно-минная бригада
Инженерно-минная бригада РВГК — существовавшая во время Великой Отечественной войны в Красной Армии форма организации инженерных войск Резерва Верховного Главнокомандования. Предназначалась для закрепления захваченных в ходе наступления рубежей и создания зон оперативных заграждений. В военной литературе и боевых документах для обозначения бригады применялось сокращения «имбр».
Первые инженерно-минные бригады были сформированы в конце 1942 года. В состав каждой из них входили:
- управление бригады — 46 человек (штат № 012/64);
- рота управления — 120 человек (штат № 012/65);
- 7 инженерно-минных батальонов по 391 человеку в каждом (штат № 012/66);

Общая численность бригады составляла 2903 человека.
В апреле 1943 года в состав бригады был введён легкопереправочный парк, численностью 93 человека (штат № 012/20).
Всего было сформировано 16 инженерно-минных бригад. Летом 1943 года все они были переформированы в инженерно-сапёрные и штурмовую инженерно-сапёрную бригады.

## Источник
Г. В. Малиновский. Бригады инженерных войск Красной Армии 1941—1945 гг. / Под общей редакцией Н. И. Сердцева. — М.: Издательство Патриот, 2005. — 296 с. — ISBN 5-7030-0924-3.